# Ann Peterson
Ann Peterson (* 16. Juni 1947 in Kansas City, Missouri) ist eine ehemalige US-amerikanische Wasserspringerin.

## Lebenslauf
Ann Peterson wurde 1947 in Kansas City geboren. Ihre Eltern waren beide Wasserspringer im Kansas City Athletic Club. Sie begann 1957 im Dick Smith Swim Gum mit dem Wassersprung-Sport und konnte im Jahr 1962 bei den nationalen Jugendmeisterschaften der AAU in Arizona den Wettbewerb von 3-Meter-Brett gewinnen.
Bei den Panamerikanischen Spielen 1967 in Winnipeg konnte Peterson die Bronze-Medaille gewinnen. Sie wurde beim Sprung von der 10-Meter-Plattform nur von Lesley Bush und Beverly Boys geschlagen.
Ein Jahr später nahm Peterson, die an der Arizona State University studierte, an den Olympischen Sommerspielen in Mexiko-Stadt teil. Sie konnte ihre Konkurrentinnen von den Panamerikanischen Spielen zwar besiegen, landete aber hinter Milena Duchková und Natalja Lobanowa erneut auf Platz 3.